# Satellite (Band)
Satellite ist eine polnische Rockband.

## Geschichte
Die Gruppe wurde 2000 von Wojtek Szadkowski (1964) gegründet, ehemals Schlagzeuger der in Polen sehr erfolgreichen Gruppe Collage. Satellite spielten mehrere Alben mit vom Progressive Rock beeinflusster, melodiöser Rockmusik ein. Die Besetzung wechselte dabei häufig, so dass neben Hauptkomponist, Mastermind und Schlagzeuger Wojtek Szadkowski (der nebenbei 2007 auch noch das Fusion-Projekt Peter Pan aus der Taufe hob und 2009 die neue Band Strawberry Fields mitgründete) nur der Sänger Robert Amirian (1972) als dauerhaftes Mitglied verblieb.

## Diskografie
- 2003: A Street Between Sunrise and Sunset
- 2005: Evening Games
- 2007: Into the Night
- 2009: Nostalgia